# (37116) 2000 UG110
2000 UG110 (asteroide 37116) é um asteroide da cintura principal. Possui uma excentricidade de 0.14813210 e uma inclinação de 14.43382º.
Este asteroide foi descoberto no dia 29 de outubro de 2000 por LINEAR em Socorro.